# マルコ・アウレリオ・モレイラ
マルコ・アウレリオ・モレイラ（Marco Aurélio Moreira、1952年2月10日 - ）は、ブラジル・ミナスジェライス州出身の元サッカー選手、サッカー指導者。

## 来歴
ブラジルではヴィトーリアでバイーア州選手権優勝、クルゼイロECでコパ・ド・ブラジル優勝の実績を持つ。AAポンチ・プレッタでは、4度にわたり指揮を執った。
2002年8月にJ2降格の危機に瀕していた柏の監督に就任。崩壊状態だった守備を立て直してJ1残留に導く。しかし、2003年は若手中心の戦力しか与えられず、外国人選手も積極的に補強もしなかった為、苦しいシーズンとなった。この年はシーズン12位に終わったが、ワールドユース代表に最多の4人を送り込むなど、若手育成と言う面では充実したシーズンだった。しかし、フロントは5位以内を目標としており、その目標に及ばなかったことから引責辞任し, 事実上の解任となった。

## 所属クラブ
- 1970年 - 1972年  フルミネンセFC
- 1972年  ECヴィトーリア
- 1973年 - 1975年  フルミネンセFC
- 1975年  ECノロエスチ
- 1976年 - 1982年  AAポンチ・プレッタ
- 1982年  ECサンベント
- 1983年  ECタウバテ
- 1984年 - 1987年  コリチーバFC

## 指導歴
- 1998年 - 1999年  AAポンチ・プレッタ
- 2000年  ECヴィトーリア
- 2000年  クルゼイロEC
- 2000年 - 2001年  SEパルメイラス
- 2001年 - 2002年  クルゼイロEC
- 2002年  AAポンチ・プレッタ
- 2002年 - 2003年  柏レイソル
- 2004年  AAポンチ・プレッタ
- 2004年  クルゼイロEC
- 2005年  フィゲイレンセFC
- 2005年  アトレチコ・ミネイロ
- 2006年  AAポンチ・プレッタ
- 2007年  フォルタレーザEC
- 2007年  ECヴィトーリア
- 2007年 - 2009年  AAポンチ・プレッタ
- 2010年  アメリカ・ミネイロ
- 2015年  CAブラガンチーノ

## タイトル

### 選手時代
ECヴィトーリア
- カンピオナート・バイアーノ:1回（1972）

フルミネンセFC
- カンピオナート・カリオカ:1回（1973）

コリチーバFC
- カンピオナート・ブラジレイロ・セリエA:1回（1985）
- カンピオナート・パラナエンセ:1回（1986）

### 指導者時代
クルゼイロEC
- コパ・ド・ブラジル:1回（2000）
- コパ・スル＝ミナス:1回（2002）
- カンピオナート・ミネイロ:1回（2002）